# 万载县
万载县是中国江西省宜春市所辖的一个县、地处江西省西北边陲，锦江上游，峰顶山以北，东邻上高县、宜丰县，南接袁州区，西连湖南省的浏阳市，北毗铜鼓县，萬載縣2020年常住人口為48.64萬人，縣人民政府駐康乐街道。

## 历史沿革
三国·吴黄武年间设阳乐县，治罗城（今罗城镇）。
西晋太康元年（280年）改为康乐县。
唐武德五年（622年）复改阳乐县，县治由罗城迁至龙山下（今万载县公安局所在地）。
五代吴顺义元年（921年）置万载县，取当时万载乡之“万载”为县名。

## 行政区划
万载县下辖1个街道办事处、9个镇、7个乡：
康乐街道、株潭镇、黄茅镇、潭埠镇、双桥镇、高村镇、罗城镇、三兴镇、高城镇、白良镇、鹅峰乡、马步乡、赤兴乡、岭东乡、白水乡、仙源乡、茭湖乡和万载县工业园区。

## 交通
萬載縣城西與國道與江西萍鄉，湖南瀏陽接壤，距離宜春市約30公里，走國道距離省城南昌約300公里。目前到周邊大城市均可以半小時車程後經滬麗高速，浙贛高速到達，鐵路經宜春火車站接京廣線，浙贛線。
- 220国道过境。
- 320国道过境。

## 人口
根据第七次人口普查数据，截至2020年11月1日零时，万载县常住人口为486435人。
根据第五次人口普查数据：全县总人口462189人；其中：康乐镇 74656人、株潭镇 52259人、黄茅镇 45913人、潭埠镇 34381人、双桥镇 30150人、罗城镇 20826人、三兴镇 26037人、鹅峰乡 17607人、马步乡 22615人、高城乡 31784人、赤兴乡 12702人、岭东乡 10671人、白水乡 10502人、仙源乡 14185人、高村乡 13358人、西坑乡 4092人、九龙庙乡 2923人、白良镇20293人、茭湖乡 11892人、官元山乡 3546人、竹山洞旅游开发区虚拟乡 1797人。

## 经济
- 花炮
- 夏布